# Рудня-Левківська
Рудня-Левківська — село в Україні, у Іванківській селищній громаді Вишгородського району Київської області. Населення становить 147 осіб.
Колишній центр колишньої Димарської сільської ради (з 2009 до 2020 року).

## Історія
7 (20) листопада 1917 року, відповідно до Третього Універсалу Української Центральної Ради, увійшло до складу Української Народної Республіки.
19 липня 2020 року, в результаті адміністративно-територіальної реформи та ліквідації Іванківського району, село увійшло до складу новоутвореного Вишгородського району.
З кінця лютого до 1 квітня 2022 року під час російсько-української війни село було окуповане російськими військами.

## Відомі уродженці
- Микитенко Тамара Михайлівна (13.10.1945) – заслужений працівник освіти України (2003), відмінник освіти СРСР (1987), відмінник народної освіти УРСР (1983), нагороджена відзнакою Президента України (2012), її ім’я занесене в Книгу педагогічної слави України (2010). Керівник проєкту збірок «Іванківщина – квітуче Полісся», «Спалах зорі Полин», «Іванківщина – перлина Поліського краю» та низки інших проєктів та програм.